# شهرک ابوالفضل بن مغ
شهرک ابوالفضل بُن مُغ، روستایی در دهستان بجگان بخش آسمینون شهرستان منوجان در استان کرمان ایران است.

## جمعیت
بر پایه سرشماری عمومی نفوس و مسکن در سال ۱۳۹۵، جمعیت این روستا برابر با ۴۹۱ نفر (۱۴۹ خانوار) بوده‌است.